# The Lizzie Borden Chronicles
The Lizzie Borden Chronicles es una serie de televisión estadounidense basada en la vida de Lizzie Borden, culpable de la muerte de su padre y su madrastra en 1892. Se estrenó en Lifetime el 5 de abril de 2015 y terminó el 25 de mayo de 2015. La serie es una continuación de la película Lizzie Borden: Took an Ax y, al igual que la película, sólo es ficcional y especulativa.

## Sinopsis
En 1893, cuatro meses después de los sucesos de la película, ella y su hermana Emma intentan comenzar una nueva vida debido a problemas financieros y la mala reputación de Lizzie. Mientras tanto, el detective Charlie Siringo llega a Fall River a investigar el caso por sí mismo

## Elenco

### Protagonistas
- Christina Ricci como Lizzie Borden.
- Clea DuVall como Emma Borden.
- Cole Hauser como Charlie Siringo.

### Recurrentes
- Olivia Liewellyn como Isabel Danforth.
- John Raiston como Ezekiel Danforth.
- Dylan Taylor como oficial Leslie Trotwood.
- Bradley Stryker como Skipjack.
- Jeff Wincott como Marshal Hilliard.
- Jessy Schram como Nance O'Keefe.
- Rhys Coiro como Chester Phipps.
- Adrian G. Griffiths como Frederick Lowell.
- Chris Bauer como Tom Horn.
- Matthew Le Nevez como Bat Masterson.

### Invitados
- John Heard como William Almy.
- Andrew Howard como William Borden.
- Michael Ironside como Warren Stark.
- Kimberly-Sue Murray como Adele
- Jonathan Banks como Sr. Flowers
- Frank Chiesurin como Spencer Cavanaugh.
- Ronan Vibert como Dr. Vose
- Michelle Fairley como Aideen Trotwood.

## Episodios
| N.° (serie) | Título                  | Director           | Guionista(s)                                   | Primera emisión     | Audiencia (en millones) |
| --- | ----------------------- | ------------------ | ---------------------------------------------- | ------------------- | ----------------------- |
| 1 | «Acts of Borden»        | Stephen Kay        | Gregory Small & Richard Blaney                 | 5 de abril de 2015  | 1.14                    |
| Cuatro meses después del juicio por asesinato a Lizzie Borden y su absolución, Lizzie y su hermana mayor, Emma tratan de seguir adelante con su vida a pesar de ser rechazadas por toda la sociedad en 1893 en Fall River. Sin embargo, una deuda abrumadora por su difunto padre William Almy, un abogado amigo del señor Borden, y una carrera impredecible penal con su medio hermano codicioso, llamado William, amenaza a Lizzie y Emma cuando William encuentra una caja en el sótano en la casa de las Borden que contiene el esqueleto de un bebé muerto hace mucho tiempo. Mientras tanto, el agente de Pinkerton, Charlie Siringo llega en Fall River con un interés en el caso de Lizzie. Además, Lizzie trata de hablar con Emma sobre la compra de una nueva casa para vivir lejos de su antigua casa donde fueron asesinados su padre y su madrastra. |                         |                    |                                                |                     |                         |
| 2 | «Patron of the Arts»    | Stephen Kay        | Gregory Small & Richard Blaney                 | 12 de abril de 2015 | 0.99                    |
| Durante un viaje a Nueva York, Lizzie ayuda y se lleva a una prostituta callejera llamada Adele que pronto muestra un interés agradecido y romántico por Lizzie. Al mismo tiempo, Lizzie también es perseguida por el dramaturgo Spencer Cavanaugh, que está buscando su patrocinio. Mientras tanto, Siringo investiga las dos muertes más recientes que rodean a Lizzie, quien tiene problemas para hacer que su medio hermano William 'Billy' Borden, y William Almy, el hombre a quien le debía una fortuna, pero sus teorías caen en oídos sordos con Hilliard. Lizzie también descubre que Siringo está tras ella y hace una amenaza velada contra él. |                         |                    |                                                |                     |                         |
| 3 | «Flowers»               | Russell Mulcahy    | Barbara Nance                                  | 19 de abril de 2015 | 0.72                    |
| Lizzie planea una fiesta en la nueva mansión, pero se ve a sí misma víctima de una extorsión y del peoxeneta de Adele, llamado Skipjack, que trabaja en nombre del señor del crimen, el Sr. Flowers. Mientras tanto, la desaparición de Spencer levanta sospechas, y la asustada Adele se convierte en una responsabilidad para Lizzie. Se revela que la patrona secreta de Siringo es Emma, que lo despide por provocarle más problemas a Lizzie en lugar de exonerarla como se esperaba. Siringo, que ya teoriza sobre la relación de Lizzie con Spencer, es contratado por la hermana del hombre desaparecido, Nance, para investigar. Además, Lizzie encuentra una manera de neutralizar tanto al Sr. Flowers como a Adele. |                         |                    |                                                |                     |                         |
| 4 | «Welcome to Maplecroft» | Russell Mulcahy    | Jason Grote                                    | 26 de abril de 2015 | 0.80                    |
| Emma y el agente Trotwood se acercan sentimentalmente mientras Skipjack exige pagos continuos de Lizzie para mantener en secreto el asesinato de Spencer. Mientras tanto, Lizzie se enfrenta con su vecina la Sra. Kenney. Además, Siringo se está escondiendo después de sobrevivir al atentado contra su vida, y Nance lleva a cabo la investigación de la desaparición de su hermano en sus propias manos. |                         |                    |                                                |                     |                         |
| 5 | «Cold Storage»          | Howard Deutch      | Jason Grote & Barbara Nance                    | 3 de mayo de 2016   | 0.82                    |
| La muerte de Nance en manos de Lizzie se dicta en defensa propia, y Hilliard con la ayuda de Siringo intentan condenar a Lizzie por sus presuntos crímenes. Mientras tanto, Lizzie se mantiene un paso adelante al encontrar donde Skipjack escondió el cuerpo de Spencer y se deshace de él. Además, Trotwood le propone matrimonio a Emma, quien acepta. Por otra parte, Siringo e Isabel finalmente consuman su atracción, con resultados desastrosos. |                         |                    |                                                |                     |                         |
| 6 | «Fugitive Kind»         | Howard Deutch      | David Simskins                                 | 10 de mayo de 2016  | 0.58                    |
| 7 | «The Sisters Grimke»    | Constantine Makris | Gregory Small & Richard Blaney                 | 17 de mayo de 2015  | 0.77                    |
| 8 | «Capsize»               | Constantine Makris | Gregory Small & Richard Blaney & David Simskin | 24 de mayo de 2015  | 0.71                    |

## Producción y lanzamiento
En octubre de 2014, Lifetime anunció planes para una serie limitada adicional basada en la película de 2014, Lizzie Borden: Took an Ax. Al principio se llamaría Lizzie Borden: Las Crónicas de Fall River, la serie ocurriría después del juicio con Ricci y DuVall retomando sus papeles como las hermanas Borden. Hauser se unió al elenco como el detective Charlie Siringo, que investiga otras presencias extrañas, incluyendo asesinatos, centrados alrededor de los Bordens. Stephen Kay dirigió los dos primeros episodios. El teaser tráiler con un nuevo título, The Lizzie Borden Chronicles se estrenó el 8 de diciembre de 2014, durante la segunda parte de la miniserie de The Red Tent, promoviendo su estreno en 2015. The Hollywood Reporter escribió en octubre de 2014 que la serie consistiría en seis episodios de una hora, pero en enero de 2015 el orden se aumentó a ocho. The Lizzie Borden Chronicles se estrenó el 5 de abril de 2015. La mayoría de las escenas, se rodaron en Nueva Escocia, Canadá, utilizando edificios de época e interiores en Halifax y otras comunidades cercanas.
El vicepresidente ejecutivo y gerente general de Lifetime, Rob Sharenow, dijo en 2014: "Esta serie llevará a los televidentes por el oscuro camino de Lizzie Borden, revelando lo que mucha gente sospechaba sobre su misteriosa vida." Entertainment Weekly informó que "mientras la película estaba inspirada" por eventos de la vida real, la serie tomará ciertas libertades creativas, que se derivan de los misteriosos eventos que rodearon las muertes de personas cercanas a Borden en los años posteriores a su absolución." Ricci dijo en enero de 2015," Es una imaginación de qué pudo haber pasado... No hay límites de comportamiento. No hay reglas. Es el mejor juego de fantasía." El director Kay agregó,"Es lo que sucedería si dejas que esta mujer suelta en una comunidad." Neil Genzlinger de The New York Times señaló que "el programa mezcla cosas de verdad de la historia—realmente hubo un Charlie Siringo, por ejemplo— con mucha ficción y especulaciones, así que no te tomes nada en serio".
En junio de 2015, Lifetime optó por no producir más episodios.
La serie completa fue lanzada en DVD por Sony Pictures Home Entertainment el 2 de febrero de 2016.

## Recepción
La serie obtuvo críticas mixtas a pesar de recibir elogios la interpretación de Ricci como Borden. Jane Borden de Vanity Fair llamó a la serie "traviesa, una mente dulce  y perversa", añadiendo que "Ricci nació para interpretar una asesina con un hacha del siglo XIV, tal como se puede notar". Keith Uhlich de The Hollywood Reporter escribió, "¡Christina Ricci nos trae el hacha! Ojalá valiera la pena su esfuerzo" y Deborah Day de TheWrap señaló, "Christina Ricci la rompe, pero aun así su sello de locura no es suficiente". Elogiaron a Ricci como Lizzie diciendo que es "alegre y despiadada", y The New York Times llamó a la serie "una serie de TV de época servida con un guiño".